# Euphoria quadricollis
Euphoria quadricollis är en skalbaggsart som beskrevs av Bates 1889. Euphoria quadricollis ingår i släktet Euphoria och familjen Cetoniidae. Inga underarter finns listade i Catalogue of Life.